# Testamentet (opera)

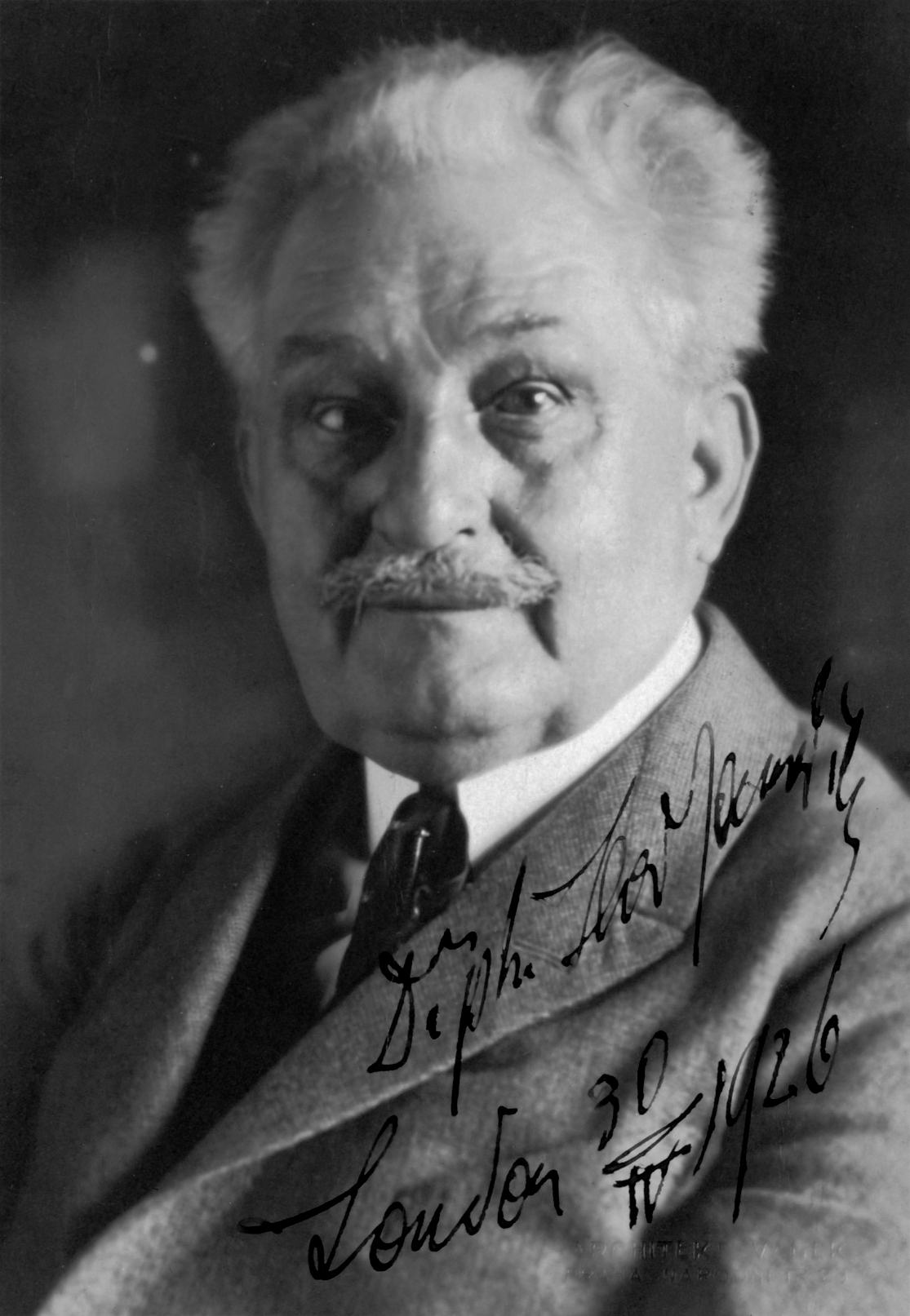
Leoš Janáček

Testamentet (tjeckiska: Věc Makropulos, ordagrant: 'Makropulosaffären') är en opera i tre akter med text och musik av Leoš Janáček efter en pjäs av Karel Čapek. Operan uruppfördes 18 december 1926 på Nationalteatern i Brno. Svensk premiär 30 januari 1965 på Kungliga Operan i Stockholm. Nästa svenska uppsättning var i Malmö 1978. Därefter återkom den 2003 på Kungliga Operan. I GöteborgsOperans uppsättning 2015 sjöng man på originalspråket tjeckiska med svensk översättning på textmaskin.

## Historia
Čapeks komedi var inte någon bra förlaga för ett operalibretto i traditionell bemärkelse, men tonsättaren fascinerades av den märkliga gestalten Emilia. Med denna kyliga, cyniska och oåtkomliga kvinna, som först sent i stycket får mänskliga drag, lyckades han skapa en motsägelsefull hjältinna.
Tonsättningen av de långa juristiska texterna, den moderna rekvisitan, till exempel telefon och bil på scenen, gör Testamentet till en för 1920-talet typisk Zeitoper. Janáček utvecklade här en ny musikstil. Den viktigaste inspirationskällan blev den musik som skrevs i kretsen runt Arnold Schönberg. Janáček skrev visserligen inte någon tolvtonsmusik, men han gav för att uttrycka spänningen i kriminalhistorien här större utrymme åt kromatiken än i sina tidigare scenverk. Händelseförloppet sker i rask takt, som i en teaterpjäs. Operan saknar avslutade nummer (arior) och präglas därför av en nästan genomgående recitativisk konversationsstil, som tack vare den färgrika instrumentationen inte framstår som ett torrt deklamerande utan genom den egenartade språkmelodin utövar en alldeles speciell tjusning.

### Premiär med dödlig utgång 1996
Den 5 januari 1996 skulle Testamentet öppna säsongen på Metropolitan Opera i New York. Tenoren Richard Versalle sjöng rollen som advokatbiträdet Vítek, som i början av denna uppsättning befann sig högst uppe på en sex meter hög stege. Efter bara några minuter in i operan drabbades Versalle av en dödlig hjärtattack, precis efter att ha sjungit raden Du kan endast leva så länge, och föll handlöst ner till scengolvet. Ridån gick då ner och efter några minuter kom beskedet att Versalle var död. Premiären avbröts och ställdes in.

## Personer
- Emilia Marty, tidigare Elina Makropulos, operasångerska (sopran)
- Albert Gregor (tenor)
- Vítek, advokatbiträde (tenor)
- Kristina, hans dotter (mezzosopran)
- Baron Jaroslav Prus (baryton)
- Janek, hans son (tenor)
- Doktor Kolenaty, advokat (basbaryton)
- Maskinisten (bas)
- Städerskan (alt)
- Greve Hauk-Šendorf, diplomat (tenor)
- En kammarjungfru (alt)
- Mansröster bakom scenen (manskör)

## Handling
Prag år 1922

### Akt I
Advokatbiträdet Viteks rum på Kolenatys advokatkontor. Albert Gregor och advokatbiträdet Vítek sitter och väntar med spänning på att rätten skall fälla utslag i en långdragen arvstvist. Viteks dotter Kristina kommer in och berättar att hon har varit på en teaterrepetition och talar begeistrat om Emilia Marty som gästspelar på operan. Emilia Marty kommer nu själv, i sällskap med doktor Kolenaty och visar sig ytterst intresserad av arvstvisten. Processen mellan familjerna Prus och Gregor har i flera generationer varit en stadig inkomstkälla för advokatfamiljen Kolenaty. Processen gäller en enorm förmögenhet. För 100 år sedan dog den barnlöse baron Josef Ferdinand Prus utan att lämna efter sig något testamente, men gav på sin dödsbädd Wiener Theresianums presidium anvisningar om att godset Loukov skulle ärvas av en ung man vid namn Karel Gregor, som studerade där. Hans sista vilja efterlevdes dock inte och medlemmar av familjerna Gregor har därför processat i två generationer. De verkar nu slutgiltigt vara på väg att förlora processen, men tack vare Emilia Marty tar händelserna en ny vändning. Emilia försäkrar under ed att familjen Gregors fordringar är berättigade, eftersom Ferdinand Karel Gregor utomäktenskapligt barn till Josef Ferdinand Prus och Ellian MacGregor, en sångerska vid operan. Beviset för detta skall stå att finna i ett gömt dokument i Prus hus tillsammans med ett annat dokument på grekiska som Emilia röjer stort intresse för. Kolenaty går iväg för att kontrollera uppgiften. Under tiden uppvaktas Emilia av Albert Gregor, som dock blir avvisad. Advokaten hittar dokumenten just där Emilia hade sagt att de fanns och de bekräftar att Emilias uppgifter är korrekta och därmed också att Gregors fordringar är berättigade. Nu gäller det att fastställa att Ferdinand Gregor verkligen är oäkta son till baron Prus men även detta lovar Emilia Marty att bevisa.

### Akt II
Den tomma scenen på en stor teater. Efter föreställningen uppvaktas Emilia av sina tillbedjare, däribland Vítek, Gregor och diplomaten Hauk-Šendorf. Bland dem finns även Janek Prus, trots att denne är förlovad med Kristina, Víteks dotter. Hauk-Šendorf tycker att Emilia Marty liknar den spanska sångerskan Eugenia Montez, som han älskade för 50 år sedan. Jaroslav Prus berättar att han bland sina papper har funnit breven från Ellian MacGregor och att Ellian enligt hans mening var identisk med en viss Elina Makropulos. Emilia vill köpa breven av Jaroslav. När denne vägrar att sälja dem, försöker hon övertala Janek Prus att stjäla dokumenten från fadern. Deras samtal avbryts av Jaroslav, som jagar bort sonen och träffar en överenskommelse med Emilia: Hon får papperen om hon går med på att tillbringa en natt tillsammans med honom.

### Akt III
Emilias hotellrum. För Jaroslav Prus har natten med Emilia blivit en besvikelse, men han håller sitt löfte och ger henne dokumenten. Janek Prus har tagit livet av sig, eftersom han inte kunde stå ut med faderns förbindelse med Emilia. Jaroslav Prus är förtvivlad. Emilia tar nyheten mycket kallt. Kolenaty är oroad: Polisen misstänker bedrägeri, eftersom Elliana MacGregors underskrift på dokumenten från Prus våning kommer från samma hans som har skrivit autografer på fotot av Emilia Marty, som Viteks dotter Kristina har fått. Under tiden som Emilia klär om sig, genomsöker männen breven och pappersarken på hennes bord. Namnteckningarna har alltid begynnelsebokstäverna E.M.: Elina Makropulos, Elliana MacGregor, Elsa Müller, Ekaterina Miskin, Eugenia Montez och nu även Emilia Marty. Märkligt nog är alla underskrifterna skriva av samma hand. Emilia berättar nu för dem sitt livs historia. Hon heter Elina Makropulos och föddes för 337 år sedan, 1585. Hennes far, en grekisk alkemist och kejsar Rudolf II:s livmedikus, hade funnit ett elixir som förlängde livet i 300 år och prövade detta på dottern. Fadern blev mördad en kort tid senare. Under de gångna århundradena har hon bott i skilda länder och under olika namn. Dokumentet med elixirets hemlighet lämnade hon för 100 år sedan kvar i huset som tillhörde Josef Prus, den enda man som hon verkligen har älskat. Hon har lagt sig i det hela för att kunna återfå dokumentet och på nytt sitt liv. När hon inser att detta liv är olyckligt och mållöst, vill hon inte längre förlänga det. Hon överlämnar dokumentet till Kristina, som kastar det i elden. Emilia dör lättad och lycklig.

## Diskografi (urval)
- The Makropulos affair. Söderström, Dvorský, Blachut. Kör från Wiener Staatsoper. Wiener Philharmoniker. Mackeras, dirigent. Decca 430 372-2. 2 cd.[3]